# International Biathlon Union
L'International Biathlon Union ("Unione internazionale di biathlon", IBU) è un'organizzazione fondata nel 1993 per promuovere la pratica del biathlon e coordinarne l'attività agonistica internazionale.
L'IBU è un'associazione di federazioni nazionali, con 56 membri nel 2019. Fino al 2020 aveva sede a Salisburgo, in Austria, quando la sede è stata trasferita ad Anif, nell'hinterland della stessa città austriaca. È l'ente organizzatore ufficiale dei Campionati Mondiali e della Coppa del Mondo di biathlon ed è affiliata al Comitato Olimpico Internazionale.

## Storia
L'International Biathlon Union fu fondata il 2 luglio 1993 a Londra (Regno Unito). In precedenza l'attività agonistica del biathlon, sport inserito nel programma olimpico invernale a partire da Squaw Valley 1960, era stata gestita dall'Unione Internazionale del Pentathlon Moderno e Biathlon (UIMPB). Nel 1993 l'IBU venne creata come organizzazione separata dedicata solo al biathlon. La separazione ufficiale dall'UIMPB avvenne nel 1998, con la ratifica del CIO.

## Discipline
L'International Biathlon Union si occupa dello sviluppo e della promozione globale del biathlon, ossia lo sport che combina lo sci di fondo con il tiro a segno. Altre discipline del biathlon sono la sua variante estiva (summer biathlon) in cui si utilizzano gli skiroll, il cross biathlon (corsa e tiro), bike biathlon (mountain biking e tiro) e snowshoe biathlon (camminata con le ciaspole e tiro). Nel periodo 2001 al 2006 rientrava sotto l'egida dell'IBU anche lo ski archery (sci di fondo e tiro con l'arco al posto del tiro a segno), ritornato poi in carico alla FITA .